# 青馬管制區條例
《青馬管制區條例》 （英語：Tsing Ma Control Area Ordinance） 旨在為在香港青馬管制區（英語：Tsing Ma Control Area）內的車輛及行人交通流動的控制和規管、就該管制區的管理和維修而劃定該管制區和有關圖則的核證、獲授權人員的權力、影象記錄設備的使用、遭棄置車輛的處置、在該管制區內封閉道路、判處罰款以及附帶和相關事宜，訂定條文，以及對《行車隧道(政府)條例》作出有關連的修訂。

## 適用範圍
除另有明文規定外，本條例適用於為政府服務的車輛和人。任何局部位於管制區內的車輛、人或東西均須當作全部位於管制區內。

## 管制區屬公眾地方
就違反任何條例的法律責任而言，管制區屬公眾地方。管制區不包括管制區內公眾的進入受到限制的各部分(例如行政大樓、收費亭及電力分站)。